# Pentti Linkola
Kaarlo Pentti Linkola (Hèlsinki, 7 de desembre del 1932 - 5 d'abril de 2020) fou un seguidor de l'ecologia profunda finès i sovint presentat com un dels pensadors principals de l'anomenat ecofeixisme. Al llarg de la seva vida va fer èmfasi en l'austeritat i durant molt de temps va treballar de pescador.
Linkola acusava l'ésser humà de la contínua degradació de l'entorn. Estava a favor de la disminució ràpida de la població humana (havent defensat postures genocides o eugenèsiques) per tal de reduir la sobrepoblació. Igualment, estava a favor de la desindustrializació i en contra de la democràcia, a la qual s'hi referia com a «religió de la mort», que considerava agent del capitalisme i del consumisme. Considerava que els defensors del creixement econòmic ignoren els subtils efectes destructius que les polítiques de lliure mercat han tingut durant els darrers dos segles.